# Liste der Monuments historiques in La Rivière (Gironde)
Die Liste der Monuments historiques in La Rivière (Gironde) führt die Monuments historiques in der französischen Gemeinde La Rivière auf.

## Liste der Objekte
| Bezeichnung               | Beschreibung                                 | Standort                        | Kennzeichnung | Schutzstatus | Datum | Bild |
| ------------------------- | -------------------------------------------- | ------------------------------- | ------------- | ------------ | ----- | ---- |
| Skulptur Madonna mit Kind | Alabaster und Stein, bemalt, 15. Jahrhundert | in der Kirche Notre-Dame (Lage) | PM33000657    | Classé       | 1908  |      |